# Dynasty Warriors Advance
Dynasty Warriors Advance (真・三國無双 Advance, Shin Sangoku Musō Adobansu, Shin Sangokumusou Advance no Japão) é um jogo para o Game Boy Advance (sistema portátil da Nintendo) e parte da Dynasty Warriors. O jogo foi publicado pela Nintendo, e desenvolvida por Koei usando seus externos de desenvolvimento da empresa Omega Force. Foi lançado em 29 de agosto de 2005.

## Jogabilidade
Os jogadores podem escolher entre 13 personagens baseados em história chinesa, lutando em 180 mapas de batalha. Cada personagem tem ataques semelhantes aos outros jogos da série Dynasty Warriors. O sistema de desenvolvimento do personagem também está presente no jogo, que permite ao jogador para coletar uma grande quantidade de armas para cada personagem. Como nos outros jogos Dynasty Warriors, os modos de jogo são o Free Mode, Musou Mode e Challenge Mode.
Ao contrário dos jogos da série para consoles caseiros, há um determinado número de posições possíveis para os personagens. O jogador só pode se movimentar em dois blocos para trás ou um bloco para frente. No entanto, o jogador só pode se mover quando for seu turno e quando for o turno do oponente, o jogador não pode executar qualquer movimento.
As possibilidades de saltar, acumular Musou, e atirar flechas dos jogos anteriores foram retiradas dessa versão. Além disso, a fala dos personagens é somente em legendas, sem dublagens. Apesar de que não há diálogo entre os personagens, apenas quando um personagem derrota um oficial, que geralmente ele dizia: "Enemy officer defeated".

## Personagens
O jogo contem muitos poucos personagens jogáveis se comparado com os outros jogos da série. Embora haja outros personagens no jogo como Dong Zhuo, Sima Yi, Sun Quan, Yuan Shao, Zhang Jiao e Zhuge Liang eles são impossíveis de destravar. O jogo conta com os seguintes personagens jogáveis:
| Shu - Liu Bei - Zhao Yun - Zhang Fei - Guan Yu | Wei - Cao Cao - Xu Zhu - Zhen Ji - Xiahou Dun | Wu - Sun Shang Xiang - Sun Jian - Zhou Yu - Sun Ce | Outros - Lu Bu |

## Recepção
Dynasty Warriors Advance recebeu críticas variadas após o seu lançamento. A IGN não gostou do jogo, classificando-o em 4/10,  criticando o baixo número de inimigos na tela e a "esmagação de botões" que tem no jogo. A Nintendo Power, no entanto, classificou o jogo em 7/10, elogiando o seu "replay" (Jogar o jogo novamente depois de ter o terminado) que está entre os melhores do Game Boy Advance. O jogo conta atualmente com a nota de 56/100 na Metacritic.